# Lecanora toroyensis
Lecanora toroyensis är en lavart som beskrevs av Zahlbr. Lecanora toroyensis ingår i släktet Lecanora och familjen Lecanoraceae.   Inga underarter finns listade i Catalogue of Life.

### Fotnoter
1. ↑  Zahlbr. (1933) Feddes Repert., Vol.: 33 p. 52
2. 1 2  Bisby F.A., Roskov Y.R., Orrell T.M., Nicolson D., Paglinawan L.E., Bailly N., Kirk P.M., Bourgoin T., Baillargeon G., Ouvrard D. (red.) (22 mars 2011). ”Species 2000 & ITIS Catalogue of Life: 2011 Annual Checklist.”. Species 2000: Reading, UK. http://www.catalogueoflife.org/annual-checklist/2011/search/all/key/lecanora+toroyensis/match/1. Läst 24 september 2012.
3. ↑  LIAS: A Global Information System for Lichenized and Non-Lichenized Ascomycetes. Rambold G. (lead editor); for detailed information see http://liaslight.lias.net/About/Impressum.html and http://liasnames.lias.net/About/Impressum.html, 2011-03-09

- Wikispecies har information om Lecanora toroyensis.